# Iglesia de la Asunción (Goyaz)
La iglesia de la Asunción es un edificio situado en la entidad de población española de Goyaz, en la provincia de Guipúzcoa.

## Descripción
El edificio se encuentra en la entidad de población española de Goyaz, del municipio de Bidegoyan, perteneciente a la provincia de Guipúzcoa, en la comunidad autónoma del País Vasco. Se menciona como iglesia parroquial del lugar en el octavo volumen del Diccionario geográfico-estadístico-histórico de España y sus posesiones de Ultramar de Pascual Madoz, donde aparece descrita con las siguientes palabras:

La igl. parr. bajo la advocacion de la Asuncion de Ntra. Sra., es curato de entrada, y se halla servida por un vicario, de provision del marques de Narros como patrono y por un sacristan.
(Madoz, 1847, p. 454)